# Georgina Latre
Georgina Latre Giró (Barcelona, 23 de diciembre de 1988) es una actriz española. Es la coprotagonista de la serie Ventdelplà.

## Carrera
Comenzó a actuar a los nueve años en el colegio. A los trece estudió interpretación y posteriormente dirección en el "Centre d'Estudis de Veu, Interpretació i Dansa Eòlia". Desde el año 2005 interpreta el papel de "Isona Delmàs" en la serie de TV3 Ventdelplà.
En la temporada 2005-06 colabora en el programa Freqüència oberta de Ràdio Tiana en la sección de crítica teatral y cinematografía.

## Filmografía

### Televisión
| Año       | Título            | Personaje                    | Canal     | Notas         |
| --------- | ----------------- | ---------------------------- | --------- | ------------- |
| 2005-2010 | Ventdelplà        | Isona Delmàs Clarís          | TV3       | 358 episodios |
| 2010      | El pacto          | Beatriz "Bea" Domínguez Meza | Telecinco | Telefilme     |
| 2018      | Servir y proteger | Lucy                         | TVE       | 2 episodios   |
| 2018      | Vilafranca        | Joana                        | TV3       | Telefilme     |

### Cine
| Año  | Película           | Personaje | Director           |
| ---- | ------------------ | --------- | ------------------ |
| 2005 | Otros días vendrán | Susi      | Eduard Cortés      |
| 2008 | Forasteros         | Rosa      | Ventura Pons       |
| 2015 | Antonio cumple 50  | Natalia   | Alejandro Mira     |
| 2020 | Los Europeos       |           | Víctor García León |

### Teatro
| Año  | Obra                                | Personaje | Director        |
| ---- | ----------------------------------- | --------- | --------------- |
| 2009 | Hikikomori                          |           | Jordi Faura     |
| 2015 | Vilafranca, un dinar de festa major |           | Jordi Casanovas |

### Cortometrajes
| Año  | Título                       | Personaje | Director              |
| ---- | ---------------------------- | --------- | --------------------- |
| 2010 | Dos maneras y media de morir | Paula     | Ruth Caudeli          |
| 2011 | Refugio 115                  | Aina      | Iván Villamel Sánchez |
| 2016 | Su                           | Marina    | Laia Foguet           |
| 2019 | Connectats                   |           | Dani Feixas Roka      |
| 2020 | I'm Being Me                 | Marina    | Laia Foguet           |

## Enlaces
- Perfil de la actriz en IMDb
- Página web de la serie Ventdelplà y la fotografía y la descripción del personaje Isona Delmàs
- Entrevista de Paky López para el programa Veus (2.12.7)
- Entrevista a Georgina Latre en la revista del CEIP Els Porxos

- Datos: Q8963844